# Кит Карсън (окръг)
Окръг Кит Карсън (на английски: Kit Carson County) е окръг в щата Колорадо, Съединени американски щати. Площта му е 5600 km², а населението - 7158 души (2017). Административен център е град Бърлингтън.